# 이곤 (수호전)

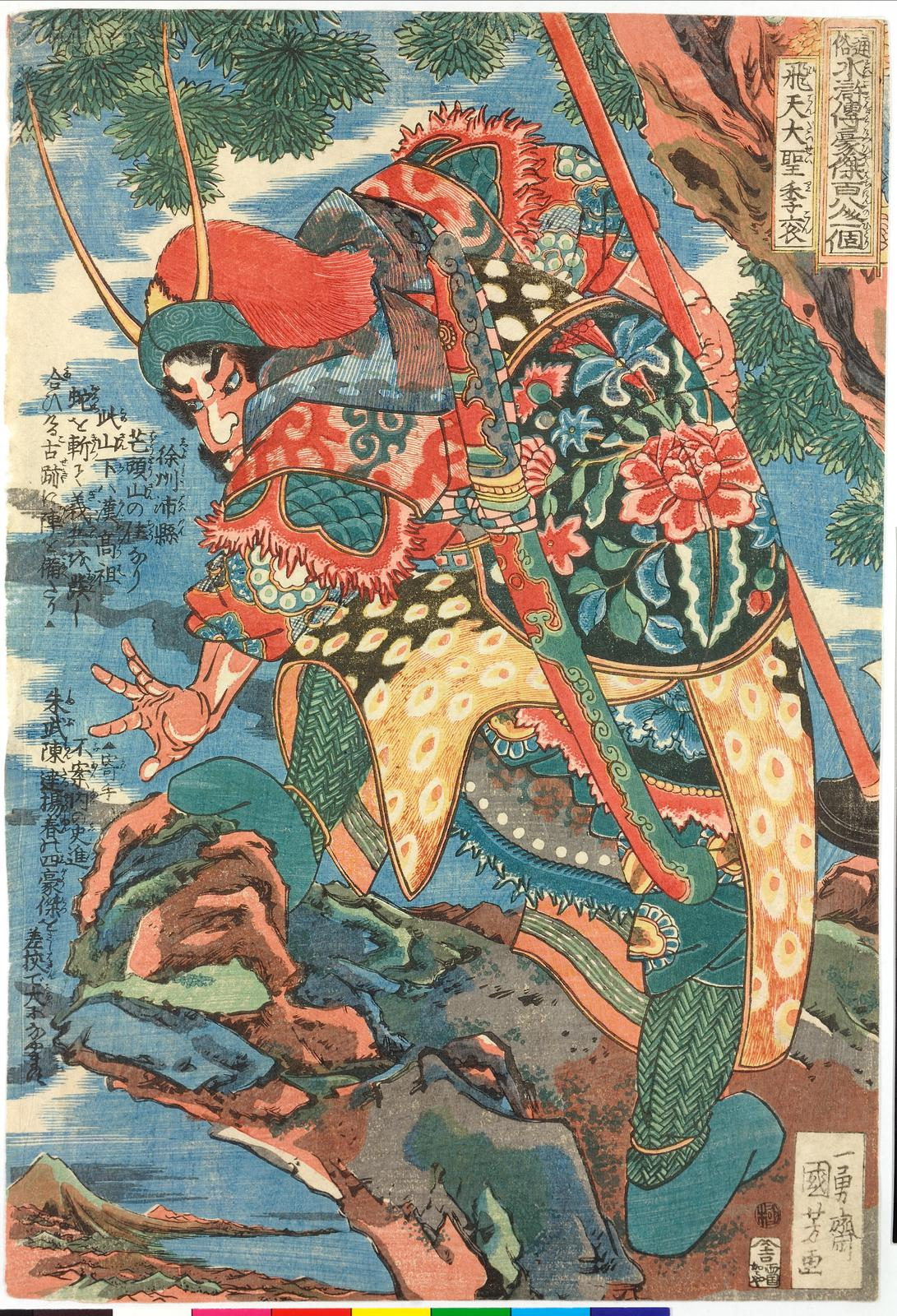

이곤(李袞)은 중국의 사대기서(四大奇書) 중 하나인 《수호전》(水滸傳)에 등장하는 인물로, 108성 중 65위이자 지살성(地煞星)의 지주성(地走星)에 해당한다. 별호는 비천대성(飛天大星). 별호의 유래는 민간신앙에 등장하는 신이다. 항충과 마찬가지로 단패(원형 방패)의 명수로 백보 앞을 겨냥해 던지면 백발백중이라는 표창 솜씨를 지녔다. 전장에서는 먼 적에게는 등에 꽂은 24개의 표창을 던지고 접근전이 되면 오른손에 든 비검을 이용한다. 양산박과 망탕산 사이에서 싸울 때는 쳐들어온 사진, 주무 등을 물리쳤다.

## 생애
번서, 항충과 함께 망탕산의 제3두령으로 등장한다. 어느 날 세력 확대를 위해 양산박 병합을 계획하던 망탕산의 움직임이 양산박에 감지되었고, 곧 양산박에서 사진 등 네 명의 두령이 망탕산에 쳐들어온다. 이곤과 항충이 수하를 이끌고 양산박을 맞아 제1파를 격퇴하고, 이에 다음날 양산박에서 원군이 쳐들어온다. 앞선 승리에 사기가 높아지고 망탕산의 제1두령인 번서의 도술을 부탁하는 이곤과 항충은 양산박군 한복판으로 돌격한다. 그런데 주변은 어둠에 휩싸여 퇴각하려 해도 길을 찾을 수 없어지다가 이곤과 항충은 함정에 빠져 그대로 포박당하고 만다. 양산박군의 원군에는 나진인의 수제자인 공손승이 있었던 것이다. 이제 죽임을 당할 줄 알았던 두 사람은 송강 앞으로 끌려가지만 송강이 직접 그 밧줄을 풀고 결례를 사과한 뒤 이곤과 항충에게 양산박 대열에 합류할 것을 권한다. 감격한 두 사람은 곧 산으로 돌아와 홀로 남아 있는 번서를 설득하여 나란히 양산박으로 입산한다.
108명이 양산박에 모인 후 보병군 장교로 임명되었으며 전장에서는 이규, 포욱, 항충, 이곤으로 4인조를 이루어 다수의 전장에서 활약하였다.
이곤의 최후는 방랍토벌 목주성 공략전이었다. 앞선 전투로 인해 포욱이 빠진 이규 일행은 달아나는 정표를 따라 계곡을 건너려 하지만 도중에 이곤은 강 깊은 곳에 빠져 넘어졌다. 그곳에 방랍군이 빗발치듯 화살을 퍼부어 그대로 전사하였다.